# Carlo Bourlet
Charles Émile Ernest Bourlet (Estrasburgo, 25 de abril de 1866 – Annecy, 12 de agosto de 1913) foi um matemático francês.

## Formação e carreira
Aluno do Lycée Saint-Louis, foi admitido em 1885 primeiro na École polytechnique e depois na Escola Normal Superior de Paris, optando por integrar esta última escola. Em 14 de abril de 1891 obteve um doutorado na Universidade de Paris, com a tese Sur les équations aux dérivées partielles simultanées qui contiennent plusieurs fonctions inconnues. Foi professor de matemática no Lycée Saint-Louis, onde Paul Berthelot foi um de seus alunos, sendo depois professor de geometria descritiva, depois de mecânica, no Conservatoire national des arts et métiers. Foi também  professor da École nationale supérieure des beaux-arts.
Carlo Bourlet morreu durante uma refeição festiva nas margens do Lago Annecy em 12 de agosto de 1913, após a absorção inadvertida de uma espinha de peixe. Foi sepultado em 15 de agosto de 1913 no Cemitério de Montrouge..

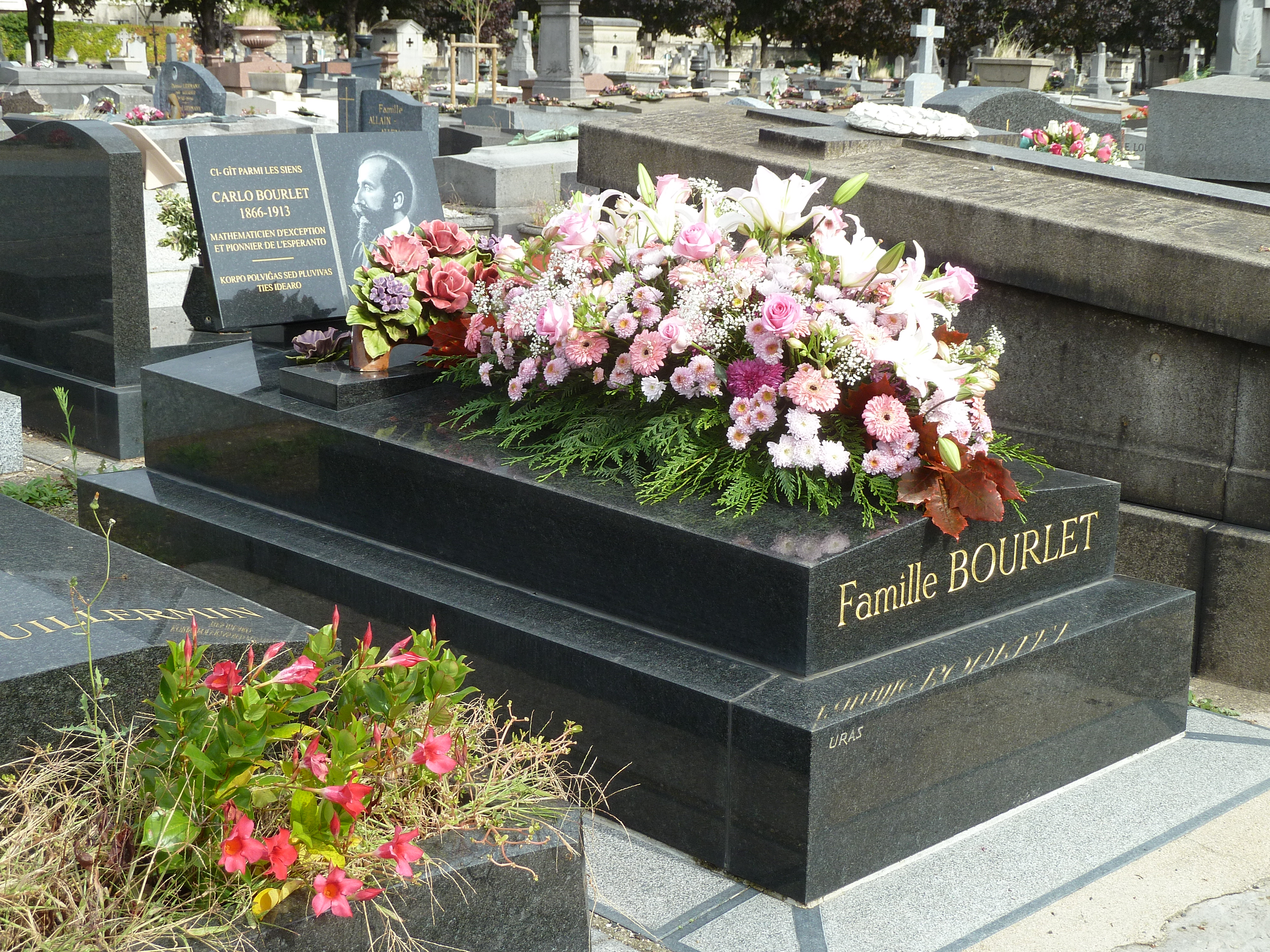
Sepultura da Família Bourlet, Cemitério de Montrouge.